# フードロア
『フードロア』（Food Lore）は、2019年から2020年に放送された、HBOアジア製作のオリジナルアンソロジーシリーズ。製作総指揮は、シンガポールのエリック・クー。

## 概要
日本・シンガポール・インド・インドネシア・マレーシア・フィリピン・タイ・ベトナムのアジアの8カ国を舞台とし、アジア料理をテーマとした、8つのエピソードからなるアンソロジーシリーズ。日本を舞台とした、「Life in a Box」では、齊藤工が監督、安田顕が主演を務めた。

## キャスト・スタッフ

### Life in a Box（日本）
スタッフ
- 監督：齊藤工

出演
- 妻を亡くしたばかりの男：安田顕（TEAM NACS）
- 絵本作家：安藤裕子
- 元プロレスラー：ザ・グレート・カブキ
- 娘：川床明日香
- 松原智恵子
- 板谷由夏（友情出演）

### 彼は魚をさばき、彼女は花を食べる（ベトナム）
スタッフ
- 監督：エリック・マッティ

出演
- アンジェリ・バヤニ
- ジョン・マーヴィン・C・ニエト
- イリーナ・ギレン・フェレオ

### Island of Dreams（フィリピン）
スタッフ
- 監督：ファン・ダン・ジー

出演
- グエン・ティ・ゴック・アイン
- ライン・タイン

### マリアの秘密のレシピ（インドネシア）
スタッフ
- 監督：ビリー・クリスチャン

出演
- プトゥリ・アユディア
- アレクサンドラ・ゴッタルド
- ディアン・シディク

### A Plate of Moon（インド）
スタッフ
- 監督：ドン・アラビンド

出演
- マガラクシュミ・スダルサナン
- ジェイヴァント・ヴィクネシュ
- A.パンネイルチェルバム

### ケータリン（タイ）
- 監督：ペンエーグ・ラッタナルアーン

出演
- タンヤラット・プラディテーン
- トーマス・バートン・ヴァン・ブラーコム
- マリサ・キッテルバーガー

### タマリンド（シンガポール）
スタッフ
- 監督：エリック・クー

出演
- フィンダウス・ビン・アブドゥル・ラーマン
- バレンタイン・ペイヤン
- ダヤン・ヌルバルキス

### Stray Dogs（マレーシア）
スタッフ
- 監督：ホー・ユーハン

出演
- ウィルソン・ティン
- ファビアン・ルー